# COVID追踪计划
COVID追踪计划（英語：COVID Tracking Project）是一家专门记录2019冠状病毒病美国疫情发展的网站。其数据库记录每个州、首都华盛顿特区和五个海外属地的检测结果的数量，新增病例数和病例总数以及病例的种族信息。根据《纽约时报》报道，网站的数据全部由志愿者手工录入，数据来源为各州卫生部门、当地新闻报道和新闻发布会。网站的数据在知识共享-署名协议下发布。

## 历史
2020年3月，《大西洋》杂志记者罗宾森·梅耶和阿列克西斯·马德里加尔由于找不到关于疫情的官方统一消息来源，自行建立了一套电子表格来追踪2019冠状病毒病疫情的信息。几乎就在同时，分析家杰夫·哈默巴赫也独立建构了类似的统计计划。两个项目于2020年3月7日合并，是为COVID追踪计划。网站上线后，邀请公众参与贡献内容，网站大部分内容都由志愿者更新。该网站还扩大了收集数据的范围，开发了应用程序接口（API）便于其他网站调用数据。
2020年5月，美国疾病控制与预防中心首次发布了官方的各州疫情病例数据，COVID追踪计划发布了官方数据与各州上报数据的对比。
2021年2月1日，COVID追踪计划宣布其将于2021年3月7日最后一次更新数据，网站将在5月关闭。